# Palacio Schacht
El Palacio Schacht es un edificio de estilo neoclásico con fines residenciales situado en la avenida Nueva Providencia de la comuna de Providencia, Santiago de Chile. Actualmente es la sede de la Fundación Cultural de Providencia. Fue declarado Monumento Histórico bajo el nombre de Palacio Schacht por el decreto ley n.° 365 del 8 de abril de 2005, promulgado bajo el gobierno del presidente Ricardo Lagos.
El inmueble recibe el nombre de la familia de Guillermo Schacht Tröger, cónsul honorario de Alemania en Chile, quien mandó construir el edificio y que, tras trasladarse a Santiago en 1906 desde Valparaíso, se instaló posteriormente es este edificio, diseñado en 1921 por el arquitecto austriaco Alberto Siegel Lubbe, que se había trasladado a Chile tras la quiebra de su empresa en Alemania, como consecuencia de la guerra franco-prusiana.

## Fundación Cultural de Providencia
El Palacio Schacht reabrió sus puertas al público en abril de 2014 como sede de la nueva Fundación Cultural de Providencia (FCP), creada ese año y que ocupó el inmueble que el Instituto Cultural de Providencia utilizaba desde 1978. La FCP administra espacios culturares como el Parque de las Esculturas, Teatro Oriente y el propio Palacio Schacht.

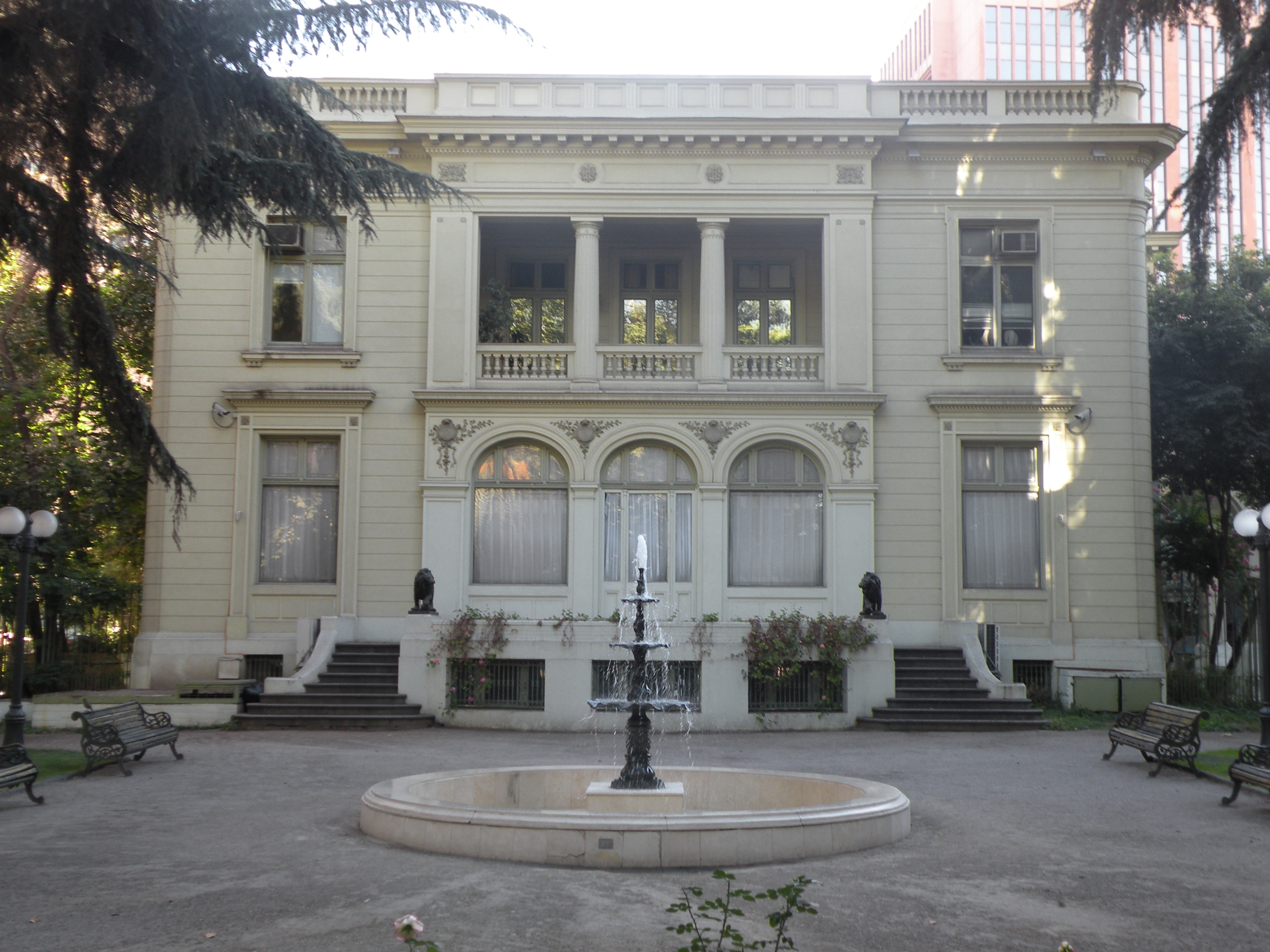
Fachada posterior, vista desde el Jardín de las Artes

La FCP aprovecha las salas del Palacio Schacht y los espacios exteriores de este para actividades culturales de diverso formato. El salón principal es la Sala Mayor, de estilo neoclásico, en la que se organizan recitales de música, conferencias, prensentaciones de libros, conversatorios y otros eventes; tiene 6,9 m de ancho por 14,4 m de largo y el área del muro es de 116,60 m²; su capacidad es de 95 personas sentadas, 150 de pie. En la planta baja hay además, otras tres salas —una central, de 132 m², y dos adyadentes a este—, conectadas al salón principal,lo que permite complementar los espacios. En el subterráneo se encuentra la sala Auditórium, habilitada en febrero de 2015, ideal para conciertos, funciones de cine teatro y danza. Tiene capacidad para 120 personas y un escenario de 29 m²; tiene acceso directo desde la avenida Nueva Providencia. La segunda planta está destinada a oficinas administrativas de la FCP. El frontis principal del palacio cuenta con una terraza tipo escenario de 132 m², que permite realizar diversas actividades aprovechando la plazoleta Cardenal Samoré como espacio para los espectadores (capacidad de sillas en la calle: 150 / 200). El Jardín de las Artes se ubica ante la fachada oriente del Palacio, en la esquina de Nueva Providencia con Pedro de Valdivia y es utilizado para diversas actividades, especialmente como teatro al aire libre de más de 500m2 que cuenta con una terraza tipo escenario de 16 m² (ampliable); su capacidad es de 200 personas sentadas, 350 de pie.
La fachada principal, por donde se ingresa, tiene una terraza que hasta fines de 2017 estaba adornada con bustos de músicos famosos realizadas por Joaquín Mirauda (n.1963) y que fueron retirados en el marco de la remodelación para devolver la apariencia original a este inmueble; también sacaron las esculturas de escritores que había en la citada plazoleta. La fachada posterior la ornan dos leones de Cánova (lion a la boule, originalmente), esculturas que pertenecen al tipo que la famosa fundición parisina Val d'Osne producía en el siglo XIX. Esta bellas piezas —de diseños enfrentados, los leones tienen rostros feroces y una mano puesta sobre una esfera metálica— pueden haber sido encargadas por la ciudad de Santiago en la época en que Benjamín Vicuña Mackenna era intendente, pero no estaban en el Palacio en los tiempos Schacht y es posible que hayan sido colocados en los años 1970.

## Galería

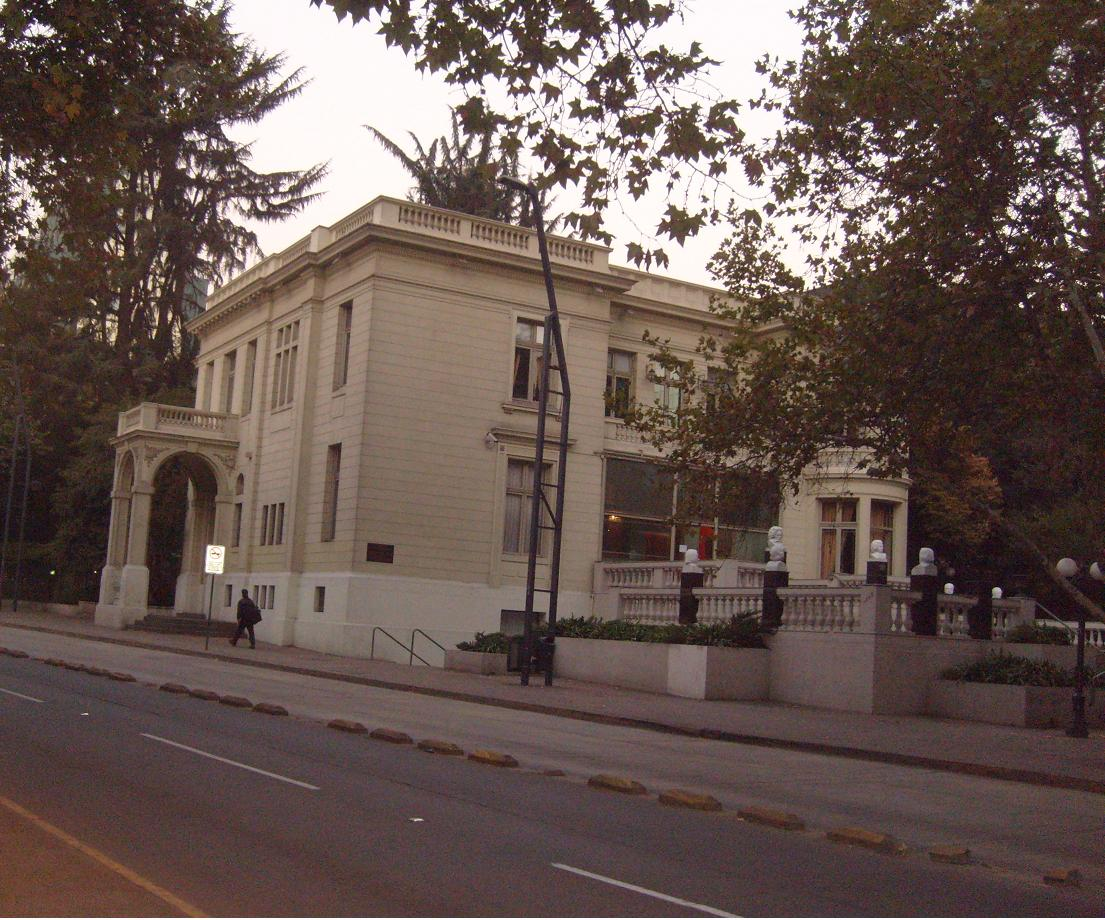
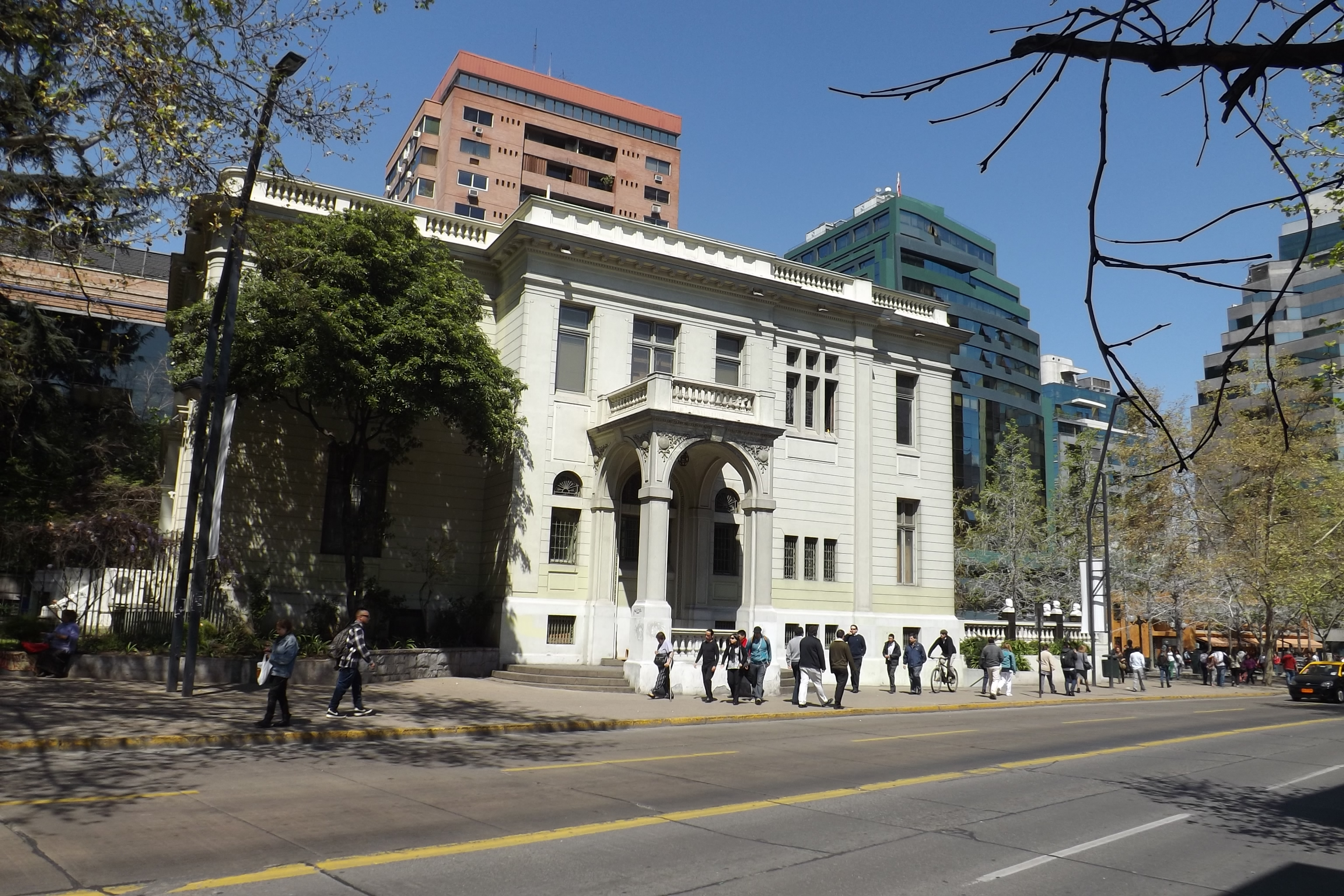
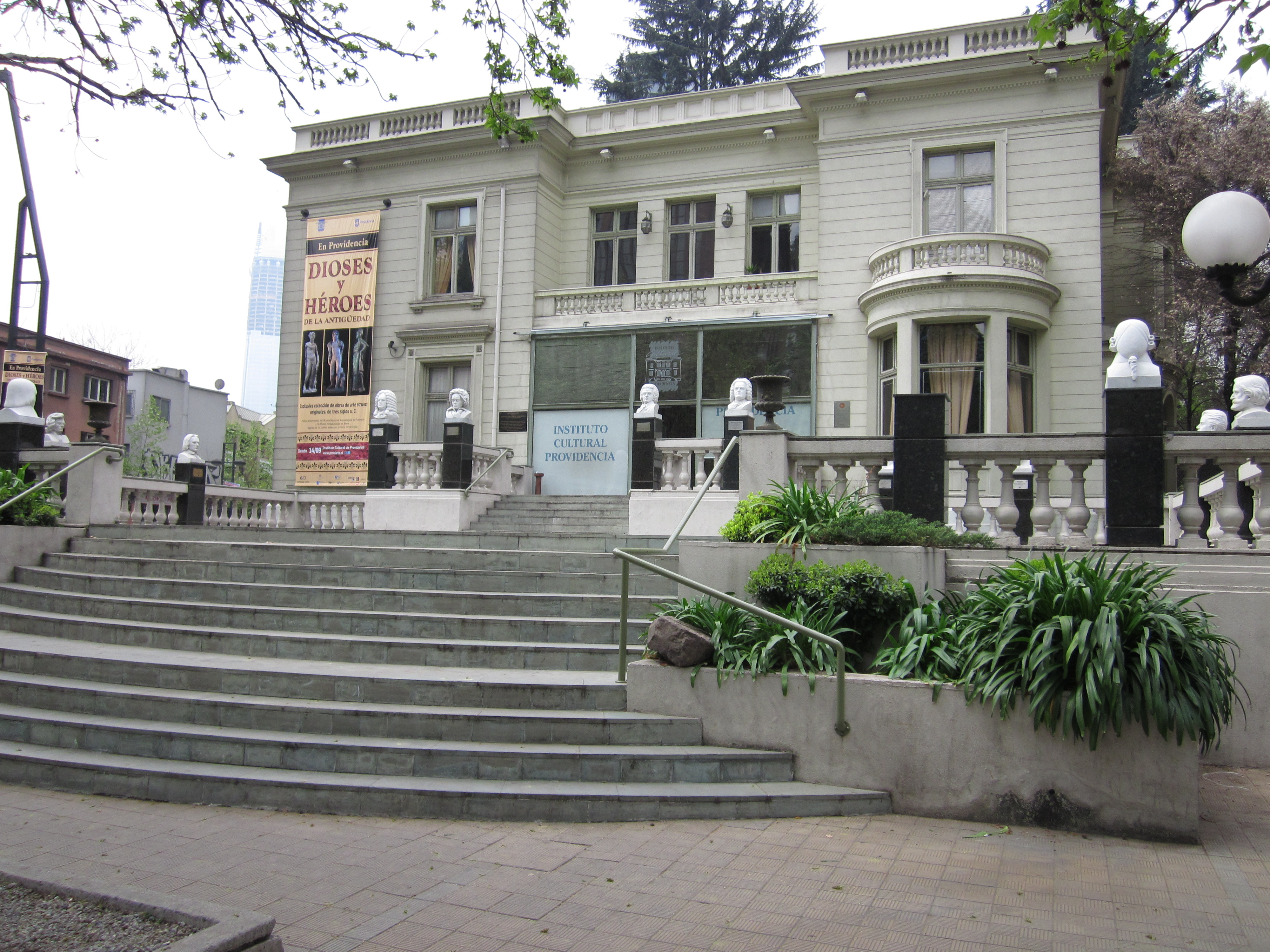
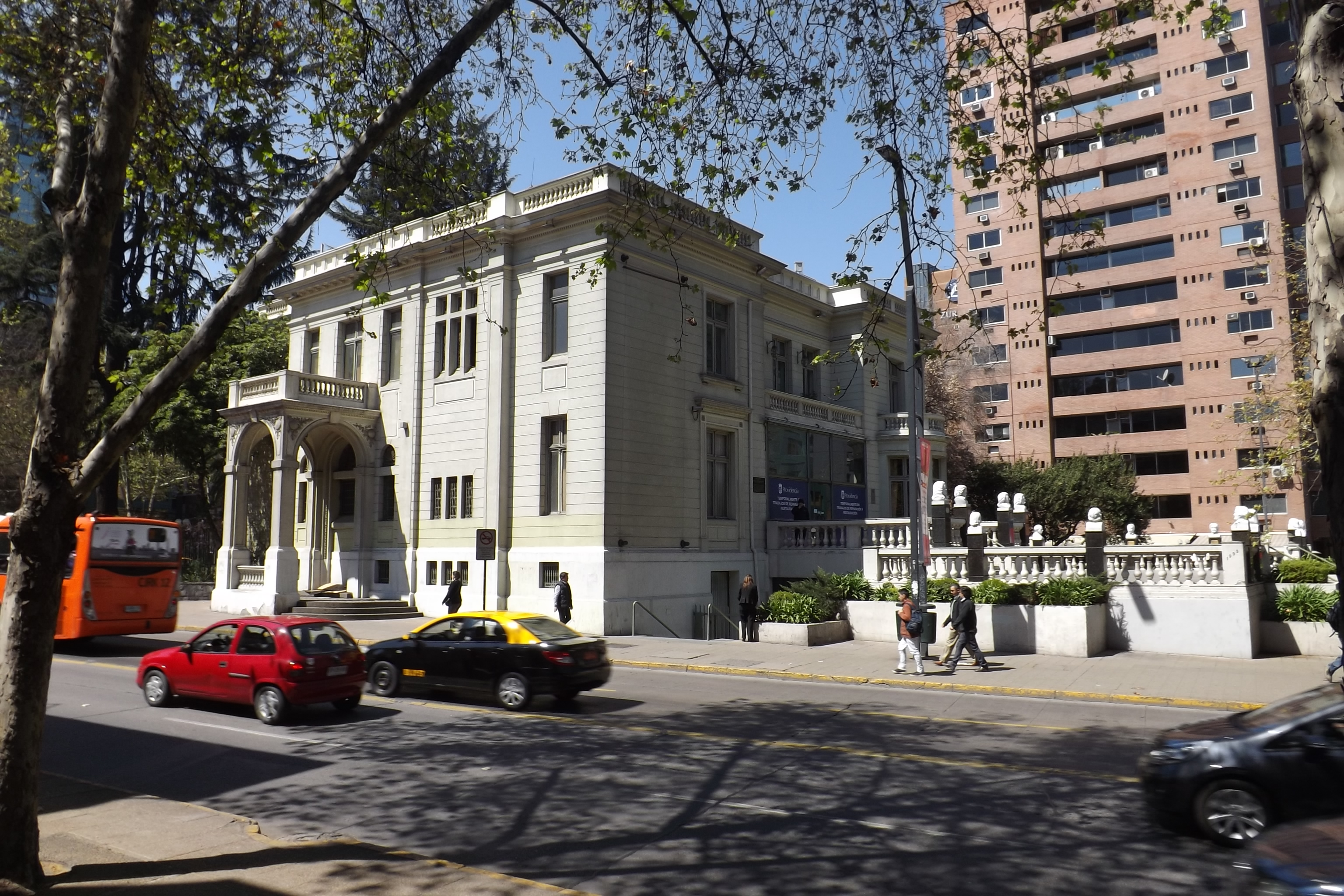
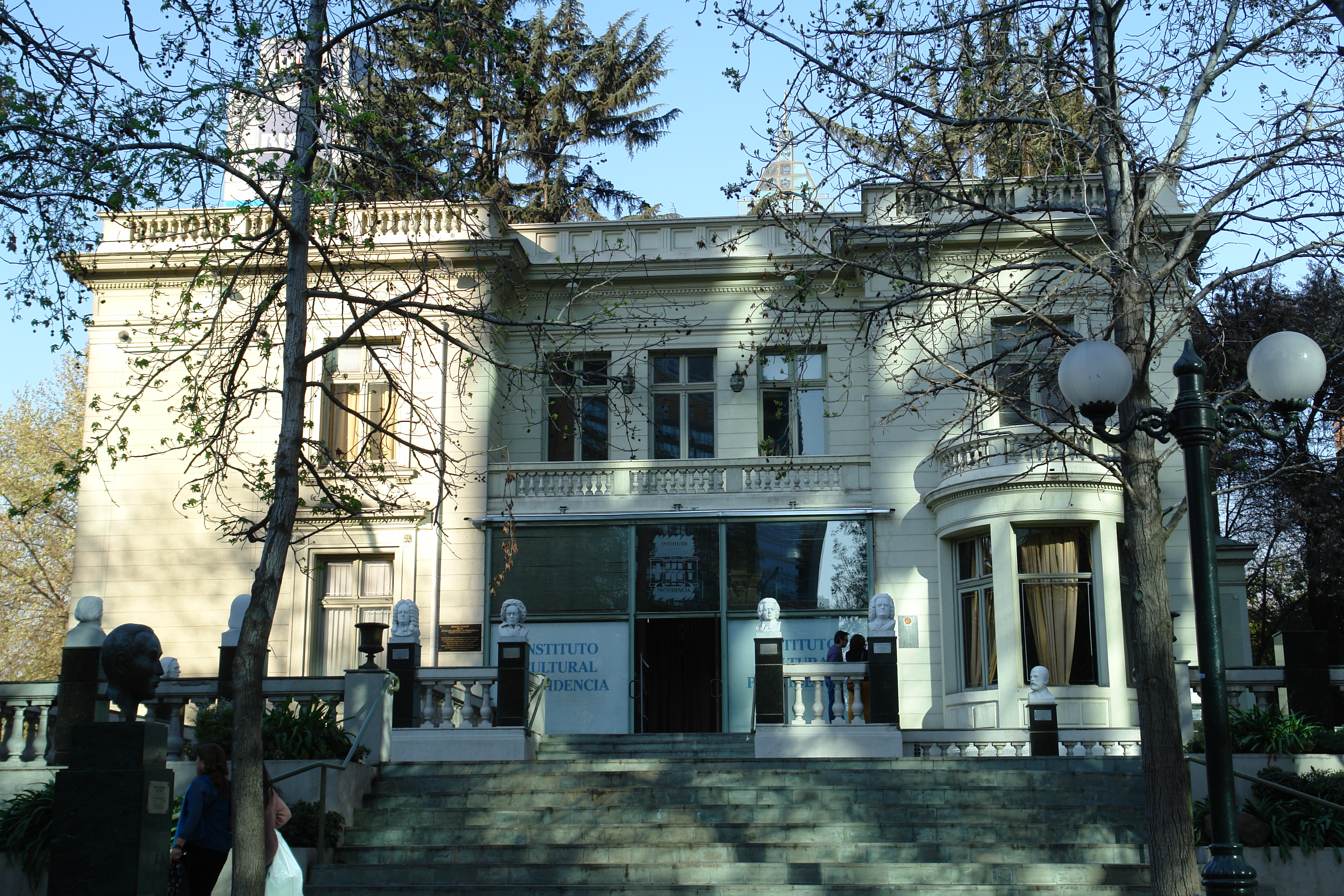

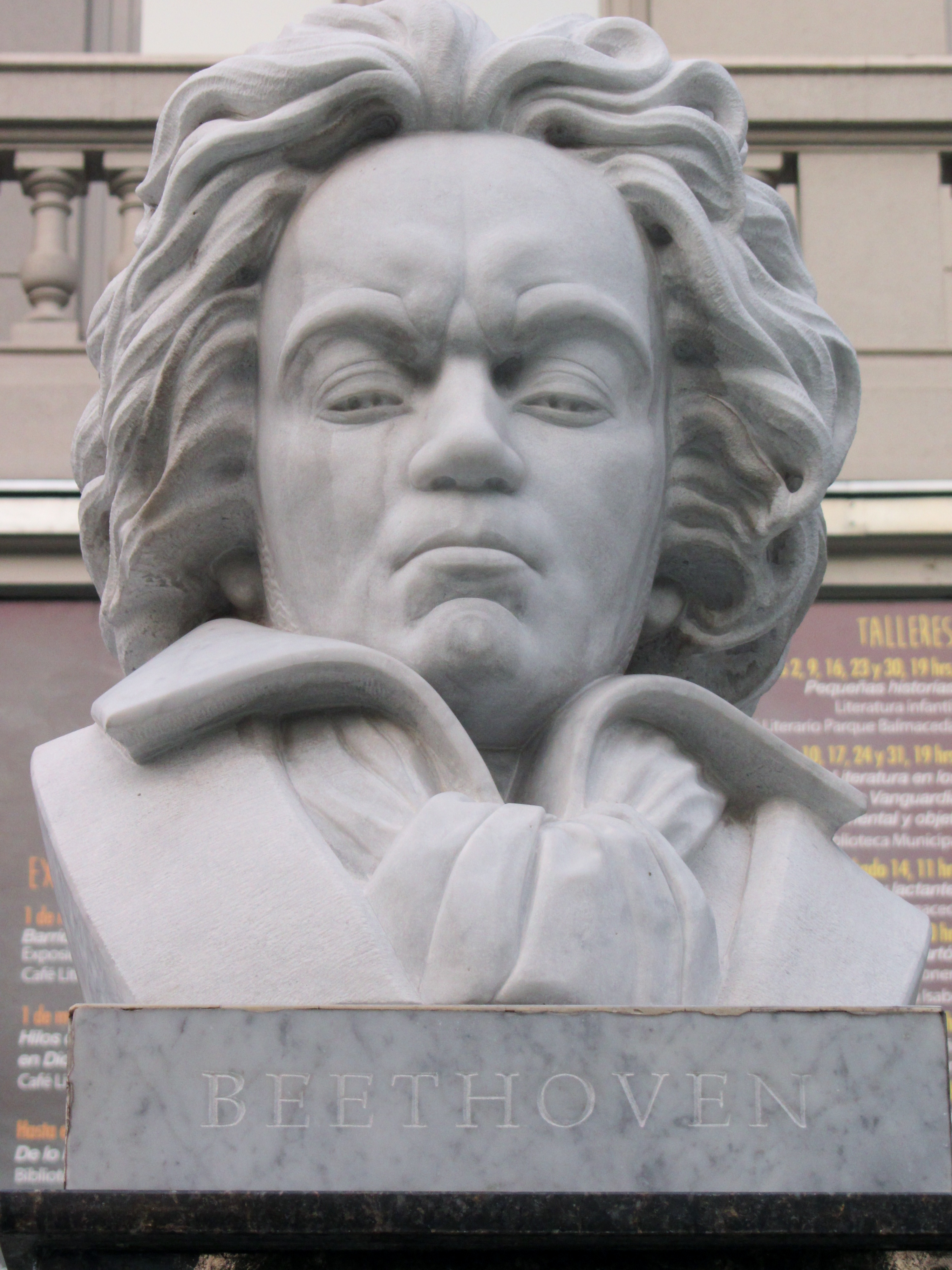
Beethoven
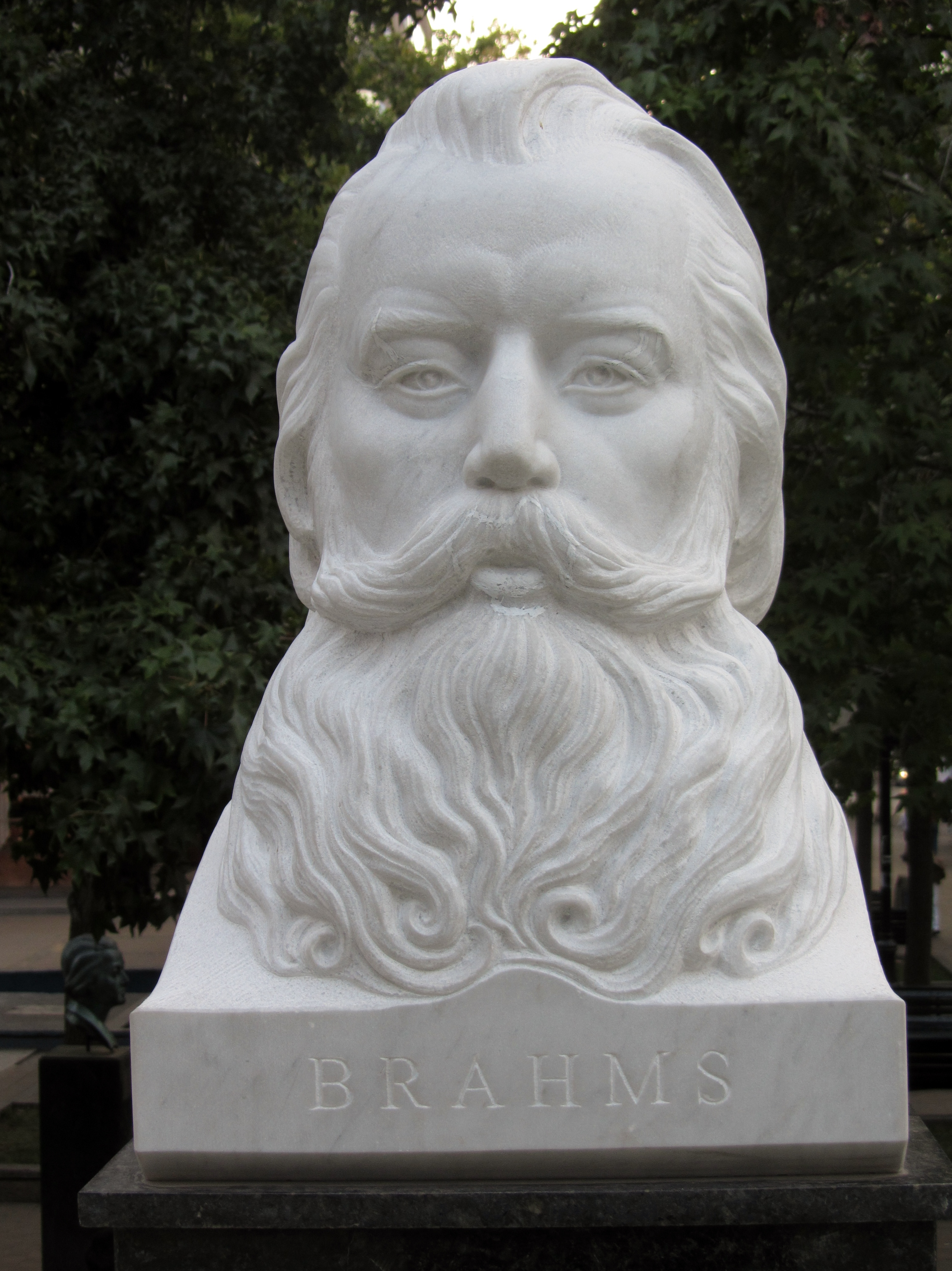
Brahms
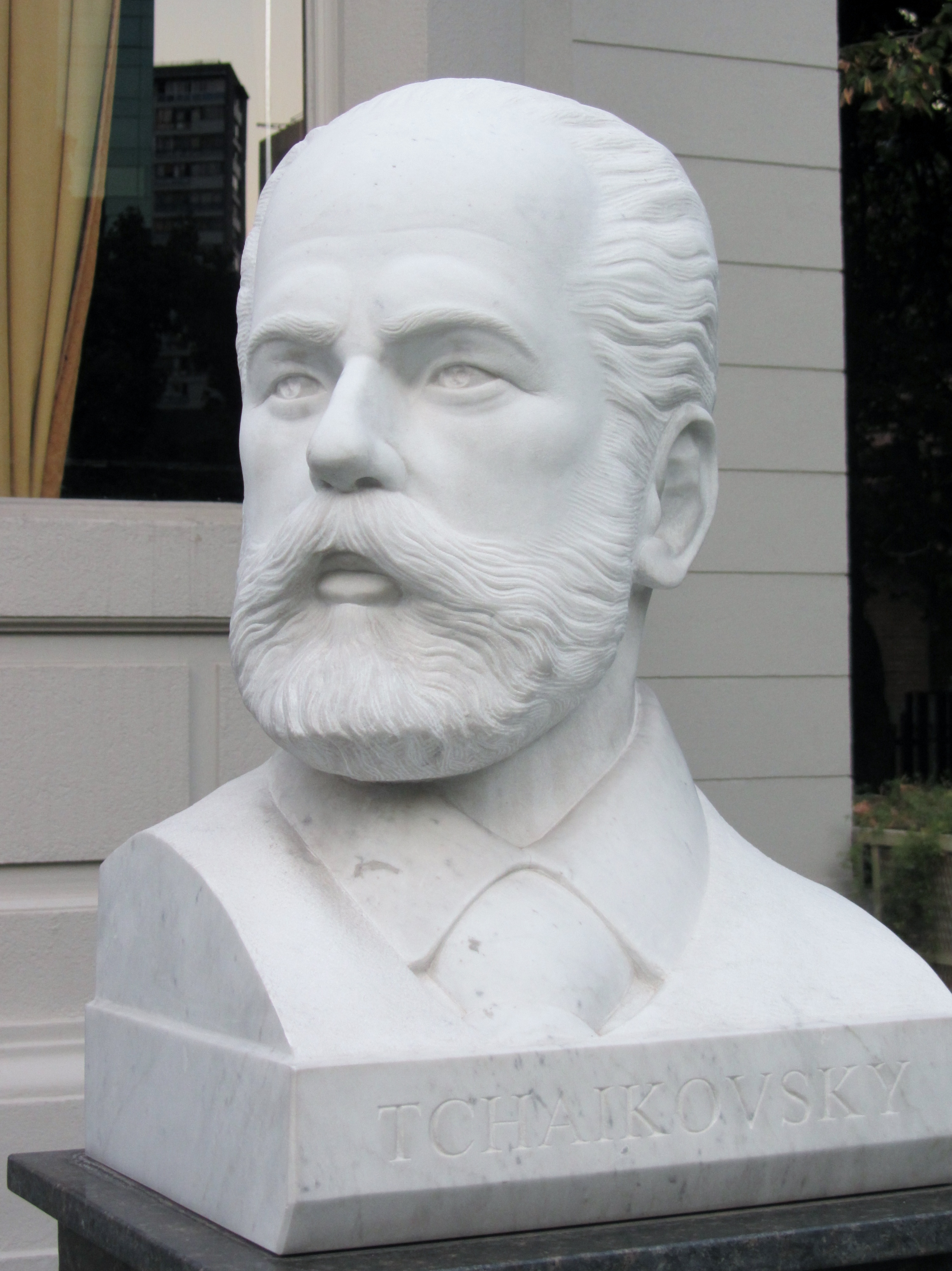
Chaikovski
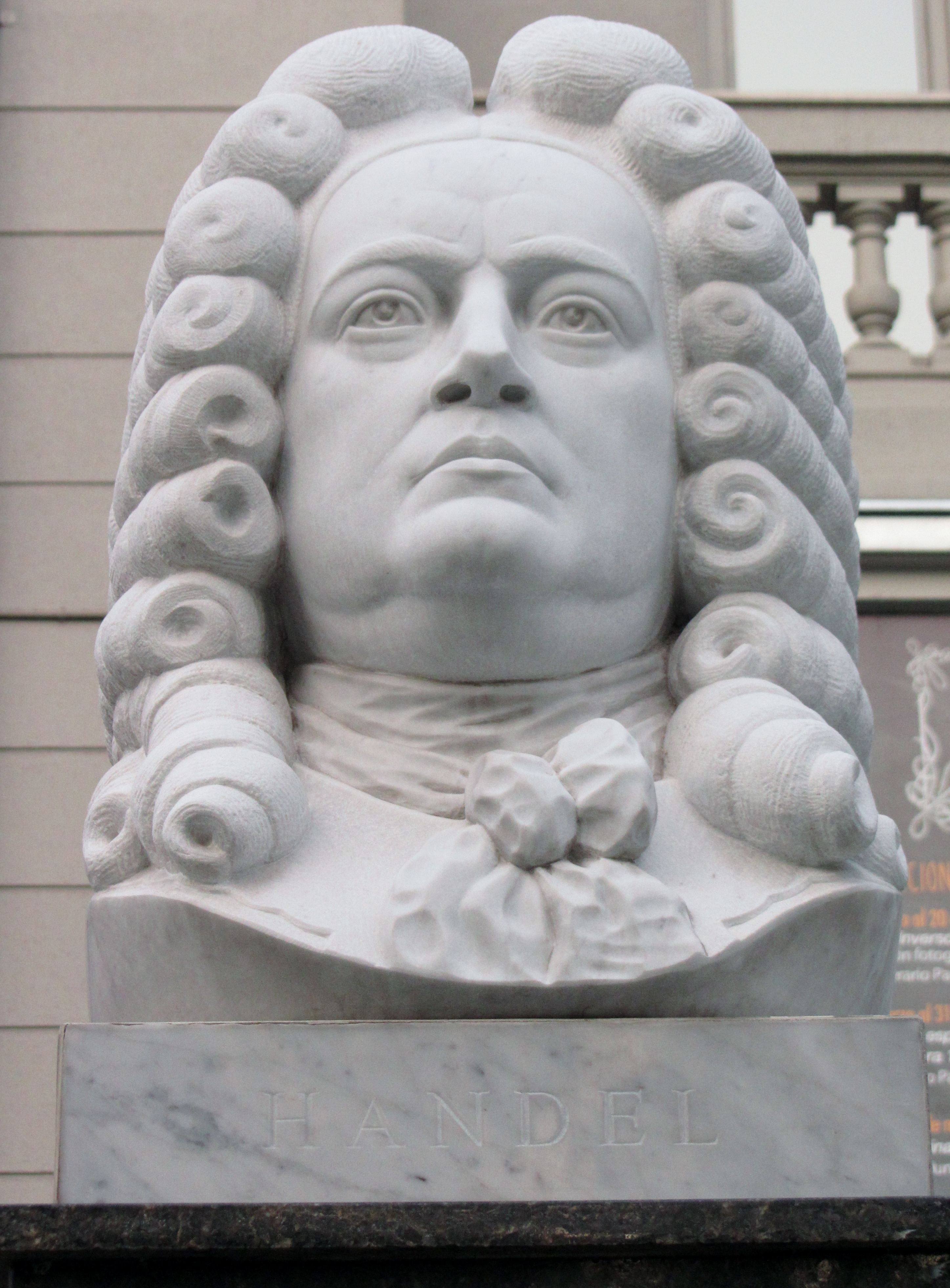
Haendel
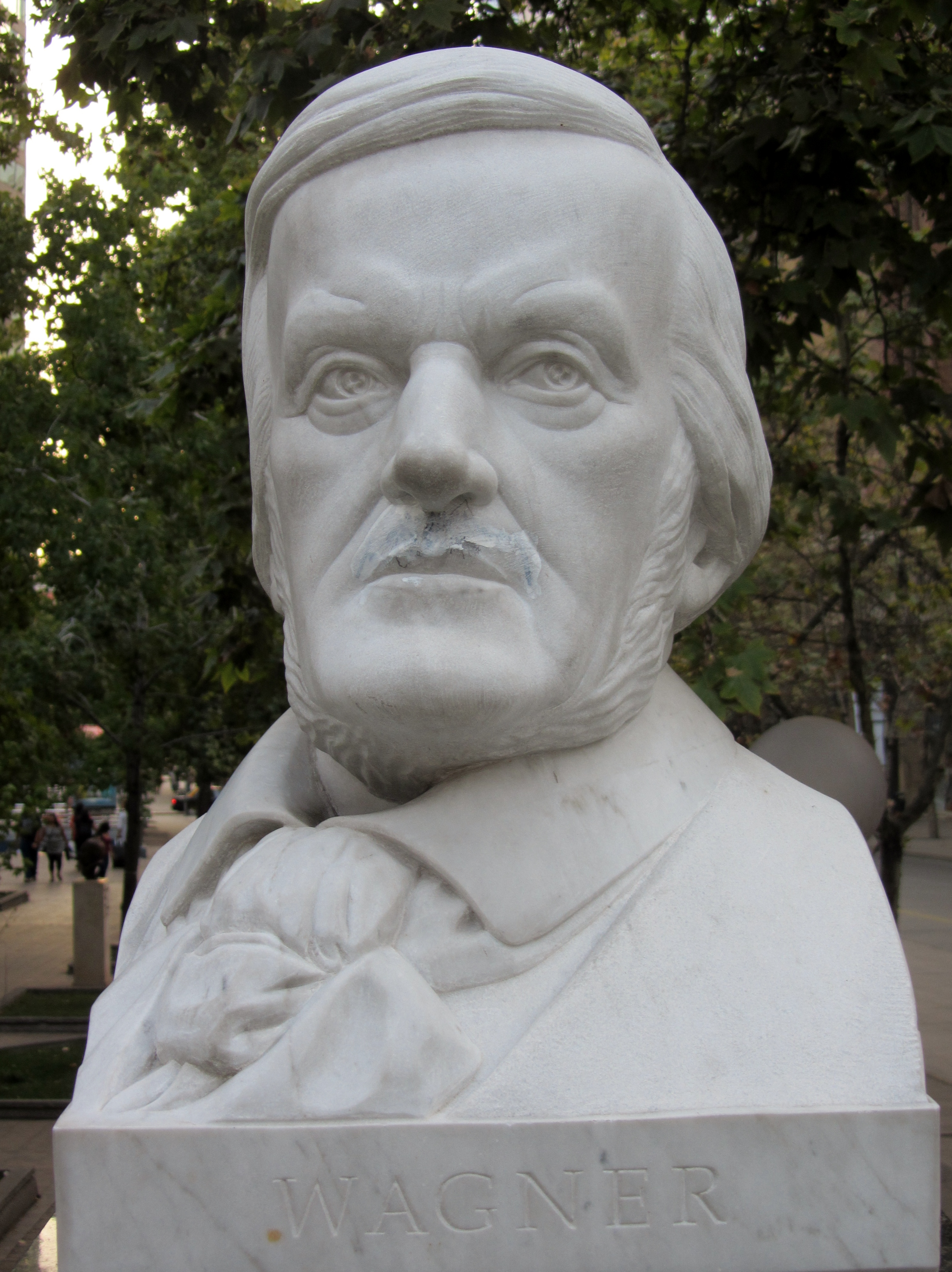
Wagner

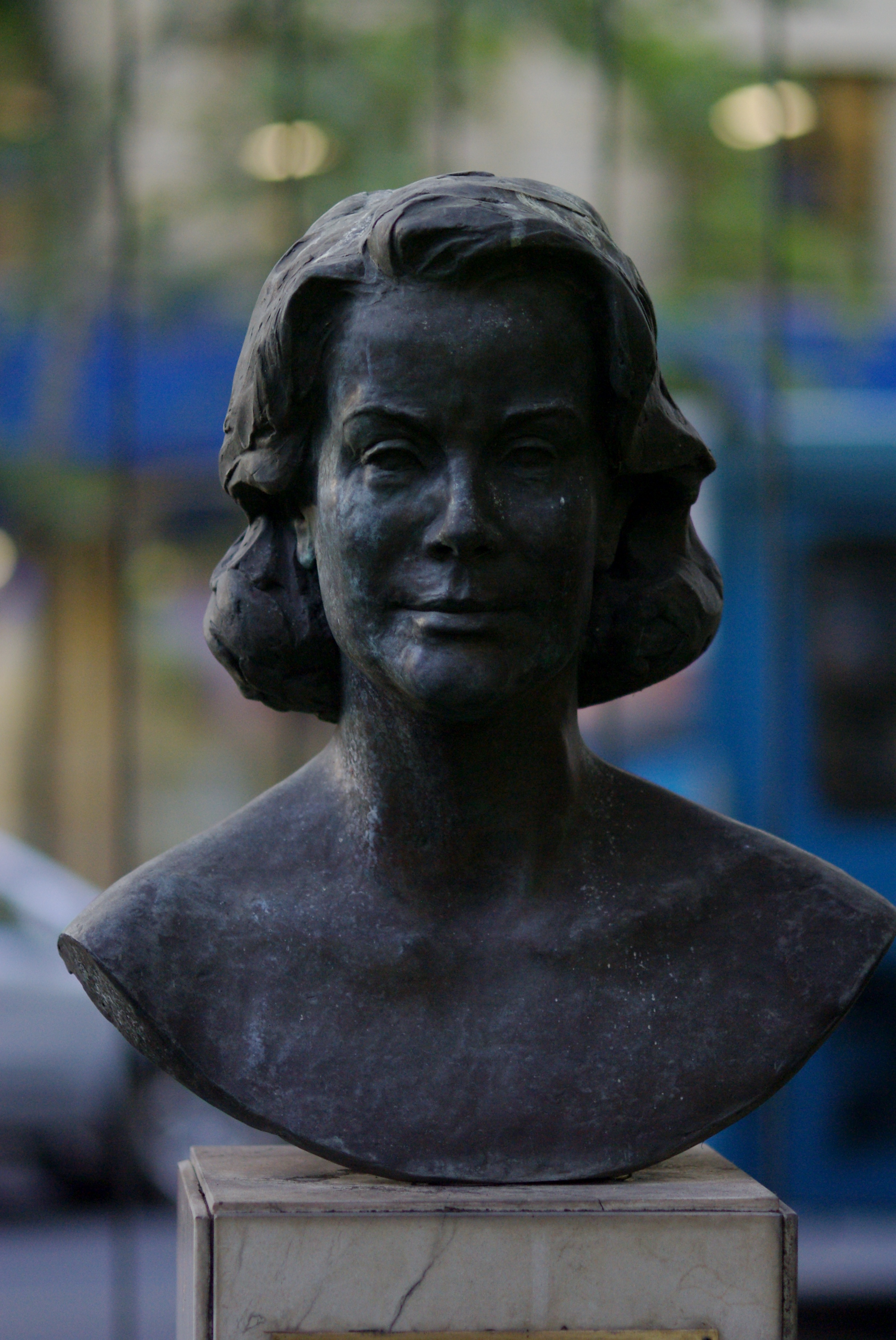
Grace de Mónaco
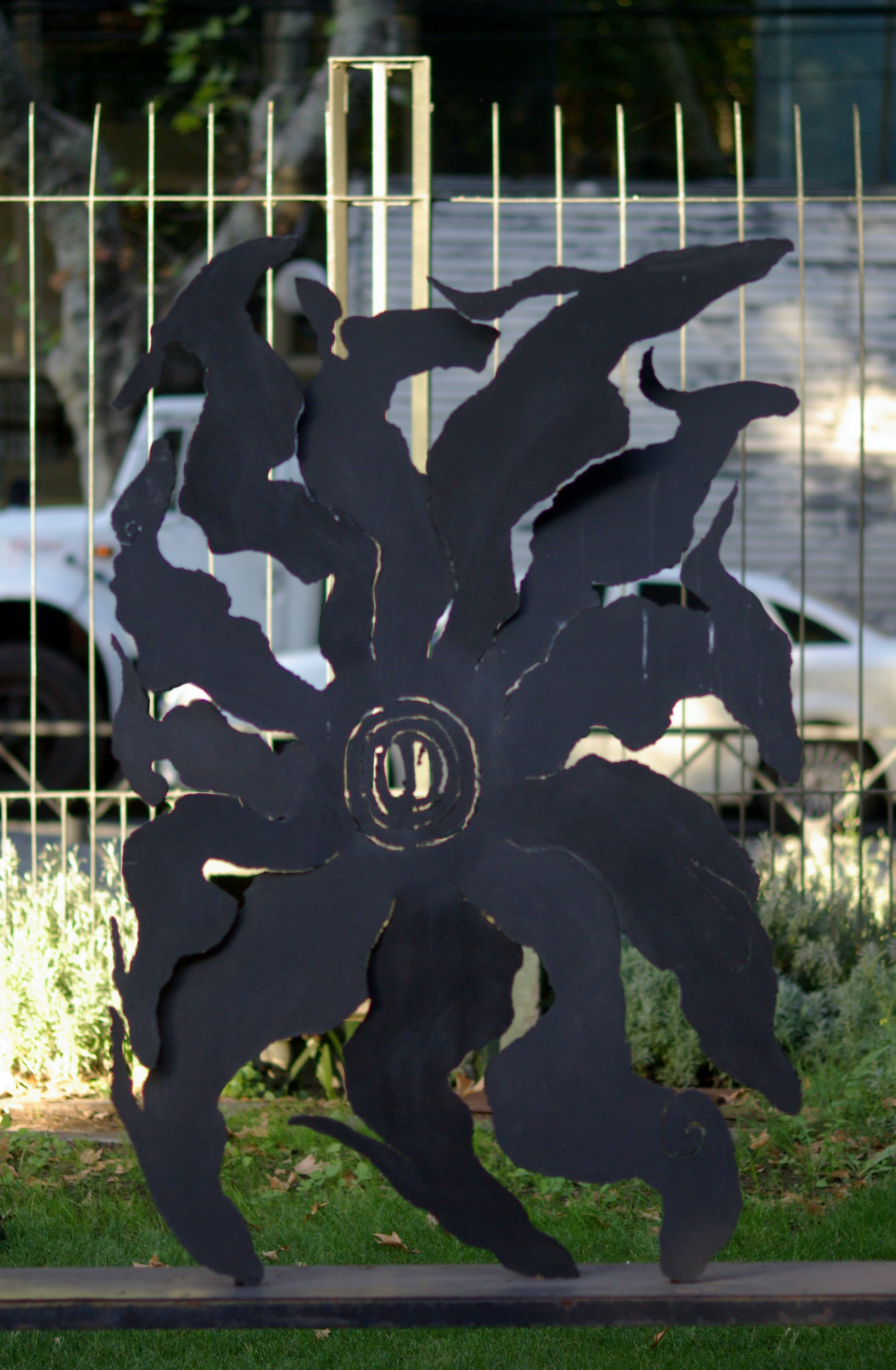
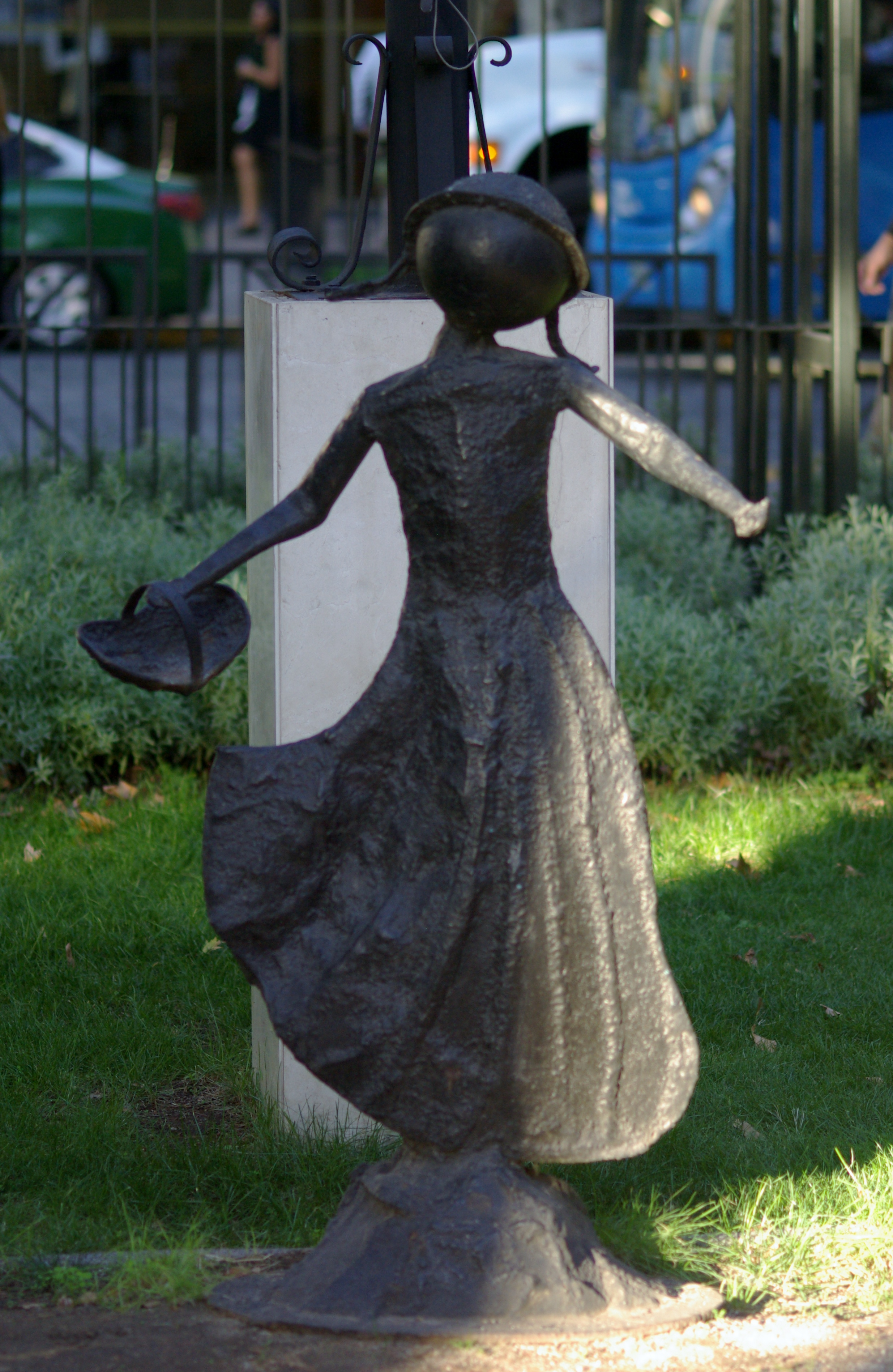
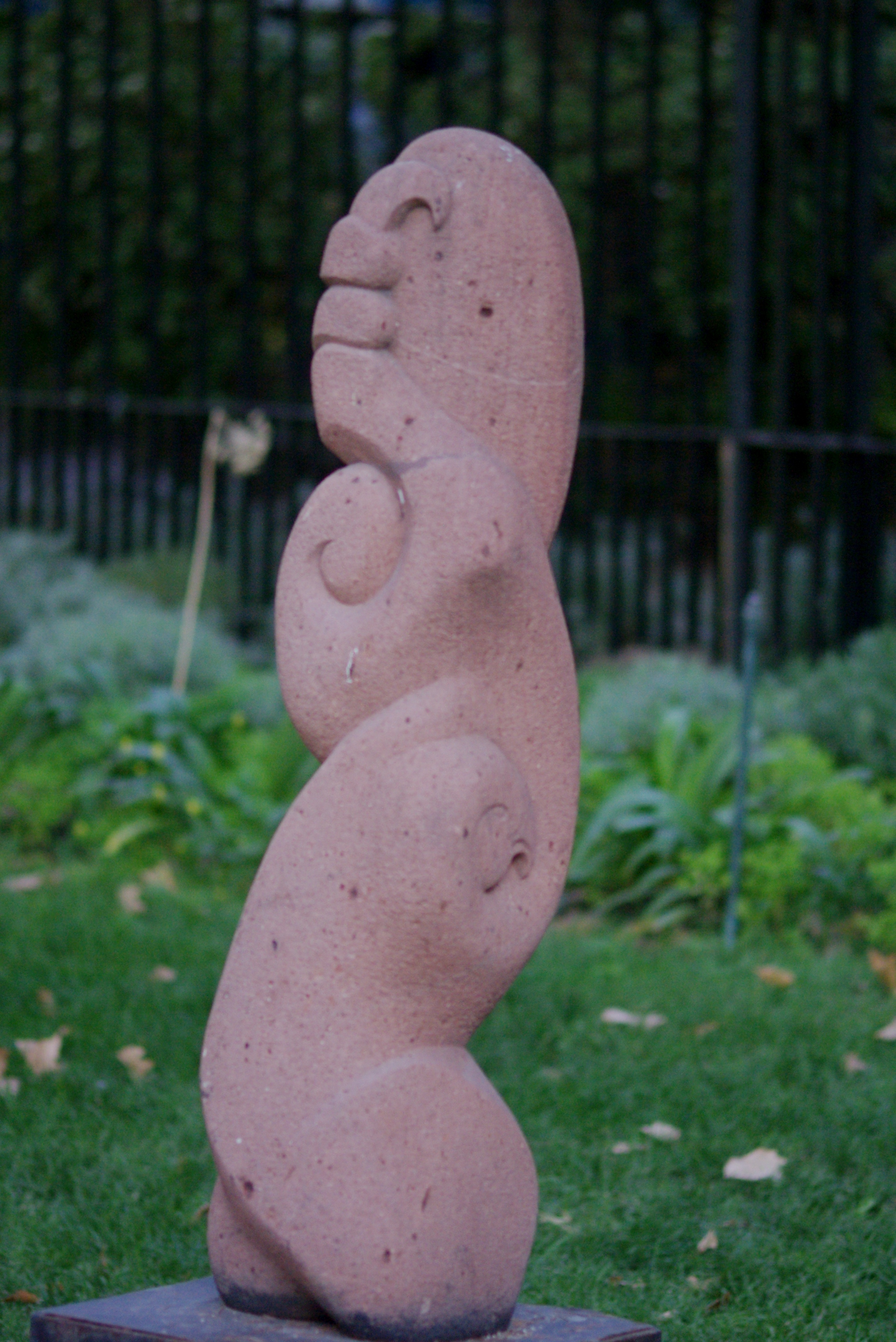